# Yoewanto Setya Beny
Yoewanto Setya Beni (sinh ngày 3 tháng 4 năm 1993) là một cầu thủ bóng đá người Indonesia hiện tại thi đấu cho Arema FC ở Indonesia Super League. Anh cũng chơi cho Arema U-21.